# Kazallu
Kazalla ou Kazallu est le nom donné à une ville du Proche-Orient ancien selon les sources akkadiennes.
Sous son roi Kashtubila, Kazallu fit la guerre à Sargon d'Akkad au 24e ou 23e siècle av. J.-C. Sargon a tellement détruit la ville de Kazallu que « les oiseaux ne pouvaient pas trouver un endroit pour se percher loin du sol ». Elle tomba ensuite sous la domination d'Ur, puis vers 2016 sous celle d'Isin.